# Alba-la-Romaine
Alba-la-Romaine ist ein südfranzösischer Ort und eine Gemeinde mit 1.538 Einwohnern (Stand 1. Januar 2022) im Département Ardèche in der Region Auvergne-Rhône-Alpes.

## Lage und Klima
Die historische Altstadt von Alba liegt auf einem ca. 200 m hohen Basaltfelsen vulkanischen Ursprungs, der die Flussebene dominiert. Der gesamte Ort liegt im Bas Vivarais südlich des Gebirgszugs Coiron auf einem Kalksteinplateau in der Ebene des Flusses Escoutay etwa 10 km (Luftlinie) westlich der Rhône. Nächstgelegene größere Stadt ist das ca. 18 km (Fahrtstrecke) östlich gelegene Montélimar. Das Klima ist gemäßigt bis warm; Regen (ca. 825 mm/Jahr) fällt übers Jahr verteilt.

## Bevölkerungsentwicklung
| Jahr                       | 1800 | 1851 | 1901 | 1954 | 1999 | 2017 |
| Einwohner                  | 833  | 1578 | 1264 | 732  | 1135 | 1444 |
| Quellen: Cassini und INSEE |      |      |      |      |      |      |

Die Reblauskrise und die Mechanisierung der Landwirtschaft führten in der zweiten Hälfte des 19. und in der ersten Hälfte des 20. Jahrhunderts zu einem deutlichen Bevölkerungsrückgang, der jedoch danach einen erneuten Bevölkerungsanstieg zur Folge hatte.

## Wirtschaft und Verkehr
Haupteinnahmequellen der Bevölkerung sind Landwirtschaft, Weinbau und Tourismus. Der Anbau von Reben hat in dieser Region eine lange Tradition und wurde bereits unter den Römern praktiziert. Es gibt eine Winzergenossenschaft, einige Einzelhandelsgeschäfte und Kunstgewerbehändler. Sonntags wird ein Wochenmarkt abgehalten.

## Geschichte
Alba war vom 1. bis ins 5. Jahrhundert Hauptstadt der Helvier, einem relativ kleinen Kelten-Volk. Als römische Staatsbürger benannten sie den Ort auf lateinisch Alba Augusta Helvorum. Unter Kaiser Augustus wurde das Dorf im römischen Stil prachtvoll verschönert – es entstanden ein Forum, Thermen, ein Aquädukt und ein Theater.
Im 4. Jahrhundert war Alba Sitz des ersten helvetischen Bistums, ehe der Ort von den Vandalen völlig zerstört wurde. Infolge dieser Katastrophe wurde das Bistum im 5. oder frühen 6. Jahrhundert nach Viviers verlegt.
Im Mittelalter trug der Ort den Namen Aps, benannt nach seinen ersten Lehnsherren, die sich im befestigten Schloss niederließen. Anschließend kam die Gemeinde in Besitz der Adhémar und der Baume-Suze. In dieser Zeit entstand neben Aps ein Zwillingsort mit dem Namen La Roche. Dieser wurde nach demselben Bauplan entwickelt und besaß ebenfalls ein Schloss auf einem Basaltfelsen. Nach einer erneuten Zerstörung Albas wurde das Dorf im 6. Jahrhundert an einem Steilhang über den römischen Ruinen wieder aufgebaut.
Im 12. Jahrhundert erfolgte ein wiederholter Teilaufbau einzelner Ortsteile, nachdem Alba in den Religionskriegen zum dritten Mal verwüstet wurde. Im 13. Jahrhundert gewährte man den Bürgern eine Charta zur Abgabenfreiheit. Die Baronie der Gemeinde, die im 11. Jahrhundert erstmals erwähnt wurde, erlaubte es den Lehnsherren ab dem Jahr 1604, Mitglied bei den zwölf Baronen zu werden, die die Gebiete des Vivarais verwalteten.
Am 20. November 1903 bekam die Gemeinde Aps ihren ursprünglichen Namen Alba zurück, der am 5. Juni 1986 im Gedenken an die alte Römersiedlung zu Alba-la-Romaine erweitert wurde.

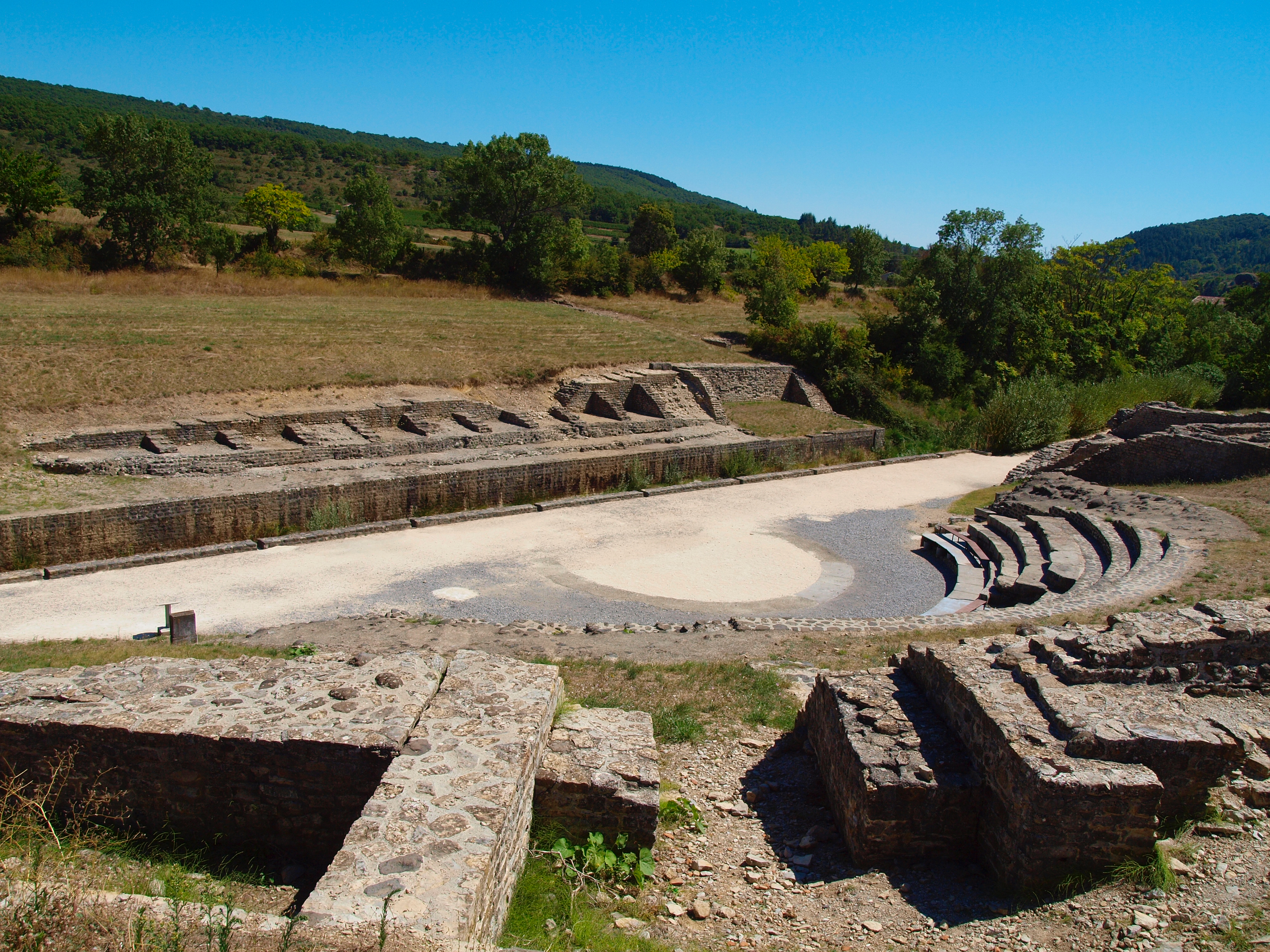
Theater Alba Helviorum

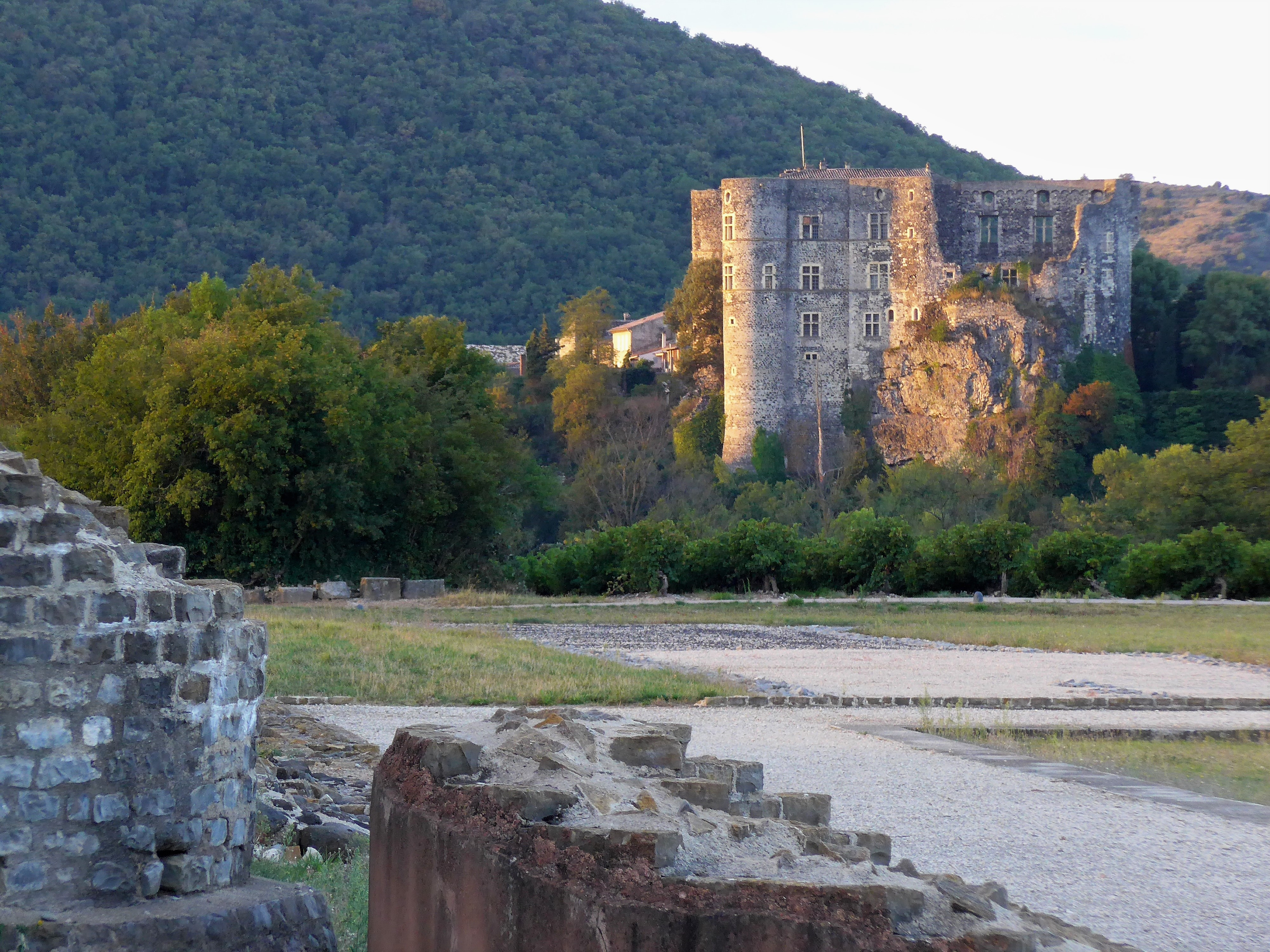
Château d’Alba

## Sehenswürdigkeiten
- Bekannt ist die Gemeinde Alba vor allem wegen der ca. 30 ha großen archäologischen Stätte. Bei deren im 19. Jahrhundert unter der Leitung des Astronomen Honoré Flaugergues begonnenen Ausgrabung wurden u. a. die Überreste eines römischen Theaters entdeckt, das in der Antike bis zu 3000 Zuschauern Platz bot und auch heute noch für Veranstaltungen genutzt wird. Außerdem wurden unter dem Namen Palais et Pinard Spuren römischer Siedlungen gefunden. Über den Fluss Escoutay führt auch heute noch eine römische Brücke.
- Viele Funde aus der Römerstadt – darunter auch Teilstücke von Mosaiken und ein Meilenstein – werden im nahegelegenen MuséAl präsentiert.[2]
- Das Château d’Alba entstand wohl bereits im 11. Jahrhundert; in seiner heutigen Gestalt stammt es aus dem ausgehenden Mittelalter, wurde jedoch im 17. Jahrhundert umfassend restauriert und umgebaut. Zu dieser Zeit vereinte es die Funktionen eines Militärstützpunktes und einer Residenz der Lehnsherren. Heute ist es Zeuge der Macht und des Prestige der Gemeinde Alba im Mittelalter. Darüber hinaus wird es im Sommer immer noch für Ausstellungen zeitgenössischer Kunst und Konzerte genutzt.
- Die im Jahr 1281 erstmals erwähnte Kapelle Saint-André wurde bereits im 10. Jahrhundert erbaut, erwies sich später aber als viel zu klein. Im Jahr 1599 wurde sie verkauft und im 16. Jahrhundert durch die Kirche Saint-André ersetzt. Damals fungierte das Gebäude gleichzeitig als Pfarramt, Bürgerhaus und Schule. Erwähnenswert ist noch eine Tourelle an der Außenmauer. Weitere Sakralbauten sind die Kapelle Saint-Martin in La Roche sowie die Ruinen des alten Priorats Saint-Pierre.
- Überreste einer alten Stadtbefestigung und einer Burg sind im Nachbarort La Roche zu sehen.[3]

## Sonstiges
An der Mauer des Jüdischen Friedhofs im Bonner Norden befindet sich ein Grabrelief des ersten namentlich bekannten Bonners, einem römischen Legionär, der 35 n. Chr. aus Alba Helviorium an den Rhein gekommen war. Die Inschrift lautet, aus dem Lateinischen übersetzt: „Dem Publius Clodius, Sohn des Publius, aus dem Stammbezirk Voltinia (in etwa heutige Provence), geboren in Alba, Soldat der 1. Legion, 48 Jahre alt, mit 25 Dienstjahren [verstorben]. Er liegt hier begraben.“